# Ligne de Kármán
Pour les articles homonymes, voir Karman.

Couches de l'atmosphère - Échelle fausse (NOAA) http://www.srh.noaa.gov/srh/jetstream/atmos/layers.htm

La ligne de Kármán définit la limite entre l'atmosphère terrestre et l'espace, pour la Fédération aéronautique internationale.
Elle correspond à l'altitude approximative où la densité de l'air devient si faible, que l'ordre de grandeur de la vitesse de vol, devenue nécessaire pour sustenter un aéronef, est égale à la vitesse orbitale, suffisante pour permettre à un satellite d'orbiter.
La ligne de Kármán s'étend, suivant les normes internationales, à 100 km au-dessus de la surface de la Terre.

## Historique

### Limite physique
Le nom de cette ligne vient du nom du physicien hongro-américain, Theodore von Kármán, qui calcula l'altitude à partir de laquelle l'atmosphère terrestre devient trop ténue pour des applications aéronautiques. En effet, bien qu'il n'y ait pas de limite précise au-delà de laquelle l'atmosphère terrestre disparaît, plus l'altitude augmente et moins l'atmosphère est dense. Il existe donc une limite à partir de laquelle on peut en négliger les effets (ralentissement, échauffement, etc.).
La valeur initialement calculée par Kármán était de 83,6 km. Cette limite correspond approximativement à la turbopause, au-dessus de laquelle les gaz atmosphériques ne sont pas bien mélangés. Le minimum de température atmosphérique de la mésopause varie entre 85 et 100 km, ce qui place la limite au niveau ou près du seuil de la thermosphère. On peut également noter qu'à des altitudes supérieures à environ 160 km, le ciel est complètement noir.
Bien que l'altitude calculée ne fût pas exactement de 100 km, Kármán a proposé que 100 km soit la limite conventionnelle de l'espace car ce nombre rond est plus facilement mémorisable et l'altitude calculée dépend des valeurs retenues pour les différents paramètres. Un autre obstacle à la définition stricte de la frontière avec l'espace est la nature dynamique de l'atmosphère terrestre : la densité de l'atmosphère peut varier selon l'heure de la journée, la période de l'année, l'indice magnétique AP et le flux solaire récent.

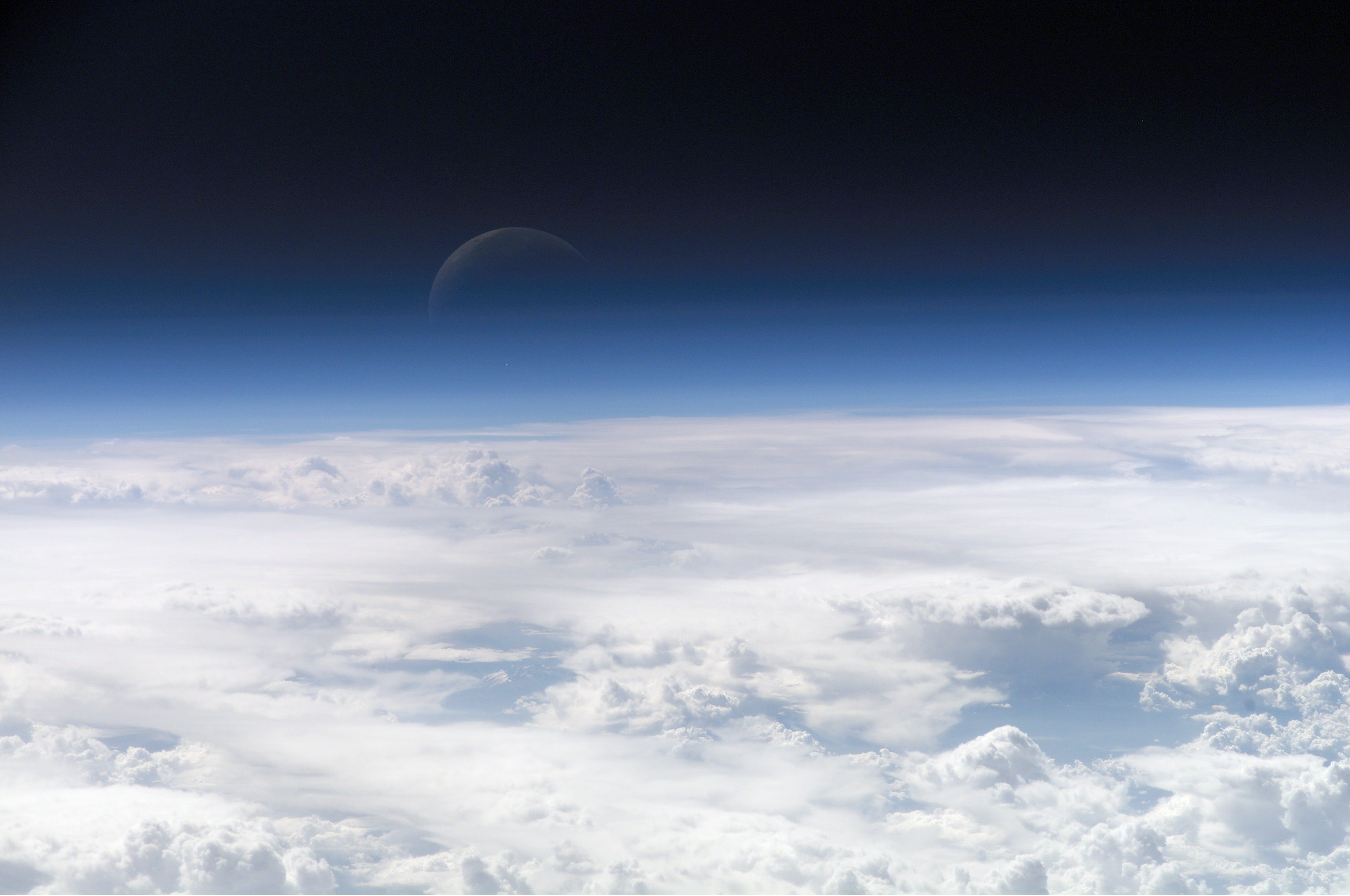
Les gaz atmosphériques diffusent les longueurs d'onde correspondant à la lumière bleue dans le domaine visible beaucoup plus que les longueurs correspondant aux autres couleurs, donnant ainsi au bord visible de la Terre un halo bleu. La Lune est visible derrière ce halo. À des altitudes de plus en plus élevées, l'atmosphère devient si mince qu'elle cesse essentiellement d'exister ; peu à peu, alors, le halo atmosphérique s'évanouit dans l'obscurité de l'espace.

### Franchissement historique
Cette limite est franchie pour la première fois de l'histoire par l'humain à des fins militaires le 20 juin 1944, lorsqu'une fusée A-4 (Aggregat 4) décollant de la base allemande de Peenemünde la franchit et atteint l'espace. Cette fusée était développée sous la direction de l'ingénieur Wernher von Braun, et a été le prototype de la future fusée V2 ou Vergeltungswaffe 2 (« Arme de représailles 2 »), que les nazis ont utilisée pour bombarder Londres.
Von Braun est capturé, transféré puis naturalisé aux États-Unis, où il développe et dirige le programme Apollo de la NASA, qui réussit à envoyer un homme sur la Lune. Mais avant que le programme Apollo ne soit développé, la limite a été franchie pour la deuxième fois pendant la guerre froide, par des fusées R-7 conçues par une équipe soviétique dirigée par l'ingénieur Sergueï Korolev.
Ces deux premières ont été des prototypes visant au développement de missiles balistiques. De tels missiles peuvent effectivement franchir la limite conventionnelle de l'espace, mais ils ne le font que transitoirement, et sont alors en vol balistique, donc sans portance particulière ni vitesse orbitale leur permettant de maintenir cette altitude. Ils sont, de ce point de vue, comparables à des dauphins qui sortent de l'eau pour retomber aussitôt, et qui ne peuvent prétendre avoir maîtrisé le vol atmosphérique.
Le premier engin ayant réellement acquis la capacité à évoluer dans l'espace est le satellite Spoutnik, lancé le 4 octobre 1957 sous la direction de Sergueï Korolev. Ce lancement marque le véritable début de l'ère spatiale.

## Limite juridique
Un comité international a recommandé cette limite conventionnelle de 100 km à la FAI, et à la suite de son adoption, elle est largement acceptée comme la limite de l'espace à de nombreuses fins.
Cependant, il n'existe toujours pas de définition juridique internationale de la démarcation entre l'espace aérien d'un pays et l'espace extra-atmosphérique, ce qui est peut-être important à des fins juridiques et réglementaires : les avions et engins spatiaux relèvent de juridictions différentes et sont soumis à des traités.
Aux États-Unis, la définition retenue par le National Advisory Committee for Aeronautics, de 80 km, est fondée sur l'hypothèse que le contrôle aérodynamique d'un aéronef nécessite une pression dynamique sur les gouvernes d'au moins 1 lb F / ft² (47,88 Pa).
Une autre définition proposée dans les discussions de droit international définit la frontière entre l'atmosphère et l'espace comme le plus bas périgée pouvant être obtenu par un engin spatial en orbite autour de la Terre, sans toutefois préciser d'altitude. En raison de la friction atmosphérique, l'altitude la plus basse à laquelle un objet en orbite circulaire peut accomplir au moins une révolution complète sans propulsion est d'environ 150 km, tandis que le même objet peut maintenir une orbite elliptique avec un faible périgée allant jusqu'à environ 130 km sans propulsion.
La définition retenue par l’US Air Force d'un « astronaute » est une personne qui a volé à plus de 50 miles (soit environ 80 km) au-dessus du niveau moyen de la mer, c'est-à-dire approximativement la ligne entre la mésosphère et la thermosphère. Jusqu'en 2005, la NASA utilisait de son côté le chiffre international de cent kilomètres de la FAI. La NASA s'est alignée sur la définition USAF pour éliminer l'incohérence de traitement qui en découlait entre le personnel militaire et les civils volant dans le même véhicule. À cette occasion, trois pilotes vétérans du programme X-15 de la NASA (John B. McKay, William H. Dana et Joseph Albert Walker) reçurent rétroactivement leurs ailes d'astronautes (dont deux à titre posthume), car ils avaient atteint entre 90 km et 108 km dans les années 1960, mais n'avaient pas été reconnus comme astronautes à l'époque.
Les États-Unis sont réticents à adopter cette norme internationale,.
L'enjeu est qu'une définition plus basse leur permettrait de patrouiller le globe à des altitudes plus faibles sans juridiquement pénétrer dans l'espace aérien des pays survolés.
Des travaux récents,, préconisent que la démarcation de l'espace soit ramenée à 80 km, citant à l'appui d'une part les notes et calculs originaux de von Kármán, et d'autre part la confirmation que des objets en orbite peuvent survivre à plusieurs périgées à des altitudes de 80 à 90 km, parmi d'autres arguments fonctionnels, culturels, physiques, technologiques, mathématiques ou historiques,.

## Définition

### Limite entre atmosphère et espace
L'atmosphère d'une planète ne s'arrête pas subitement à une altitude donnée, mais se raréfie progressivement. Par ailleurs, selon la définition des diverses couches qui composent l'espace autour de la Terre, la ligne délimitant cette frontière peut varier considérablement. Si l'on considère la thermosphère et l'exosphère comme composants de l'atmosphère et non de l'espace, on devrait pousser la lisière de l'espace jusqu'à 10 000 km au-dessus du niveau de la mer.
Ainsi la ligne de Kármán prend le rôle d'une ligne arbitraire fondée sur les considérations suivantes.
Plus un avion vole haut, moins l'air raréfié fournit de portance, ce qui exige une vitesse de plus en plus grande pour générer suffisamment de portance. Finalement, à une certaine altitude, pour générer suffisamment de portance, l'avion doit voler aussi vite que la vitesse orbitale. Le concept de la ligne Kármán marque l'altitude où la vitesse de vol exigée égale la vitesse orbitale.

### Portance d'un aéronef
Un avion ne peut rester en vol qu'en se déplaçant constamment dans l'air environnant, en sorte que sa voilure assure la portance. Si le coefficient de portance d'une aile à un angle d'attaque donnée est connu, la portance produite dans un débit précis s'exprime de la manière suivante :
{\displaystyle F_{z}={\frac {1}{2}}\,\rho \,S_{ref}\,C_{z}\,v^{2}\,}
où :
- {\displaystyle \rho } est la masse volumique, caractérisant le milieu dans lequel le déplacement a lieu (en kg/m3),
- {\displaystyle C_{z}} est le coefficient de portance (sans dimension),
- {\displaystyle v} est la vitesse (en m/s),
- {\displaystyle S_{ref}} est la surface de référence de l'objet, en général prise égale à la surface alaire pour une aile d'aéronef (en m2).

La portance {\displaystyle F_{z}} générée est proportionnelle à la masse volumique de l'atmosphère (ρ) et au carré de la vitesse (v). Pour conserver la même portance, les autres facteurs étant inchangés, la vitesse de l'avion (v) doit augmenter pour compenser la baisse de densité de l'air aux altitudes élevées.

### Densité atmosphérique

Variation de pression et de température pour l'atmosphère normalisée.

La pression et la température de l'atmosphère, qui gouvernent sa densité, varient en fonction de l'altitude et de la saturation en vapeur d'eau.
Vu du sol, il est possible de définir un profil théorique en supposant que l'air est sec et immobile, que la densité est reliée à la pression et la température par la loi des gaz parfaits, et que l'atmosphère est en équilibre hydrostatique tel que le déplacement adiabatique d'une masse d'air la maintient dans un équilibre indifférent dans ses nouvelles conditions de pression et de température. On constate alors que la température doit diminuer avec l'altitude, et le principal effet est que la pression diminue exponentiellement, suivant sensiblement une loi à la puissance 5,25.
L'exploration de la haute atmosphère a révélé une situation plus complexe. Pour une atmosphère normalisée, basée sur les conditions moyennes à une altitude moyenne, le modèle divise l'atmosphère en différentes couches avec une distribution linéaire de la température. Les autres valeurs sont calculées à partir des constantes physiques fondamentales et dérivées.
En prenant le niveau de la mer comme altitude de référence h0, et en prenant pour l'atmosphère un état moyen défini par l'atmosphère normalisée type OACI (Température 15 °C = 288,15 K, pression 1 013,25 hPa, gradient vertical de température 0,65 K pour 100 m), on obtient la formule internationale du nivellement barométrique :
{\displaystyle p(h)=1013{,}25\left(1-{\frac {0{,}0065\cdot h}{288{,}15}}\right)^{5{,}255}\mathrm {hPa} }

### Vitesse orbitale
De même un vaisseau spatial en orbite dépend d'un équilibre entre la pesanteur et la force centrifuge de son mouvement autour de la Terre. S'il orbite moins vite, la pesanteur tirera progressivement le vaisseau vers le bas. Cette vitesse requise s'appelle la vitesse orbitale et varie selon la hauteur de l'orbite.
La vitesse orbitale en orbite circulaire est obtenue par :
{\displaystyle v_{o}={\sqrt {\mu  \over {r}}}}
où :
- {\displaystyle \mu } est le paramètre gravitationnel standard ;
- {\displaystyle r} est la distance entre le satellite et le centre de la Terre.

Pour la Station spatiale internationale ou la navette spatiale américaine en orbite terrestre basse, la vitesse orbitale avoisine 27 000 km/h.